# عصر النهضة الكارولنجية

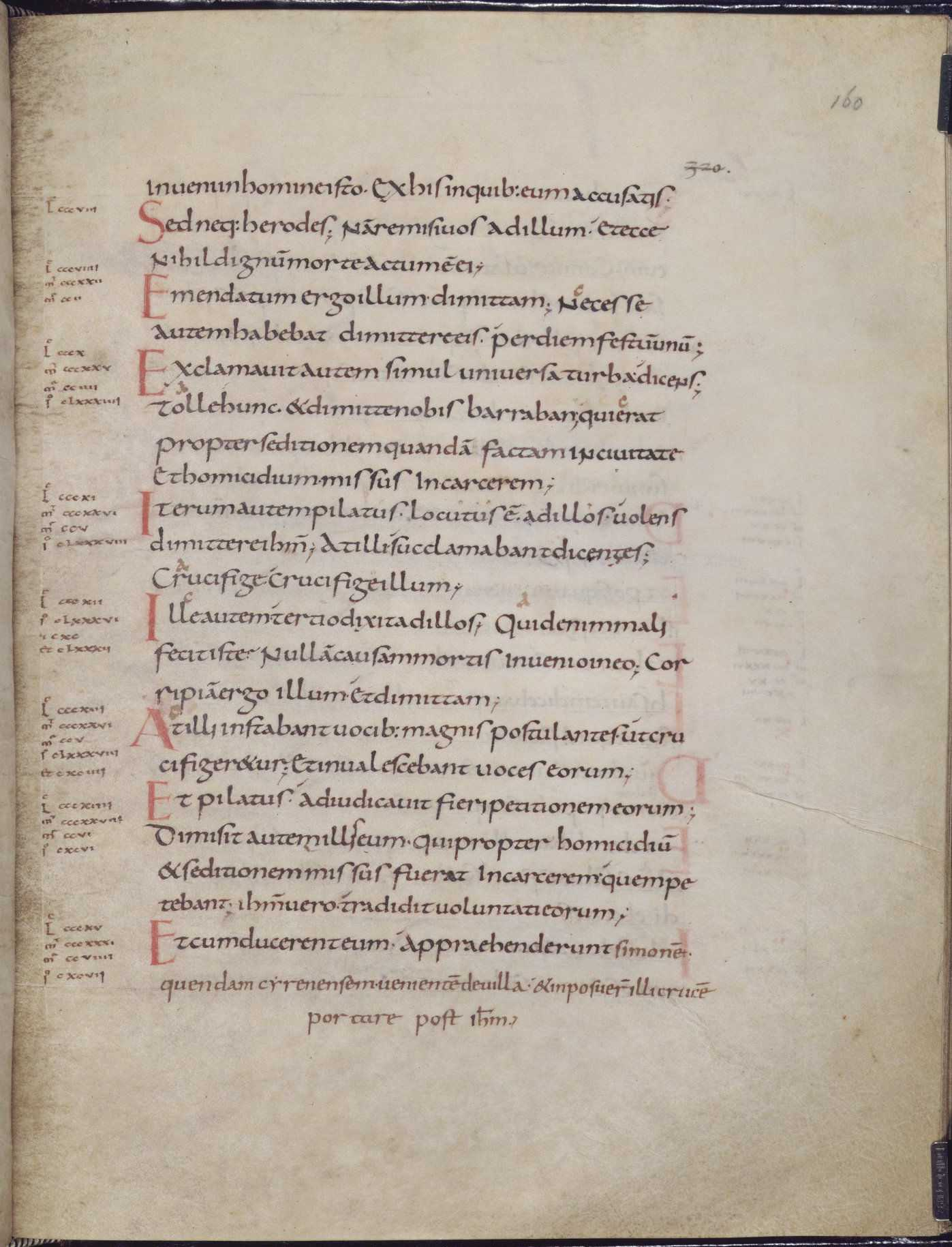
مخطوطة كارولنجية، أحد منتجات عصر النهضة الكارولنجية.

كان عصر النهضة الكارولنجية أول نهضة من القرون الوسطى الثلاثة ، وهي فترة من النشاط الثقافي في الإمبراطورية الكارولنجية، حدثت من أواخر القرن الثامن إلى القرن التاسع ، والتي استلهمت من الإمبراطورية الرومانية المسيحية في القرن الرابع. خلال هذه الفترة ، كانت هناك زيادة في الأدب والكتابة والفنون والعمارة والفقه والإصلاحات الليتورجية والدراسات الكتابية .
حدث عصر النهضة الكارولنجية في الغالب في عهد حكام كارولينيان تشارلمان ولويس المتدينين . كان مدعومًا من قِبل علماء محكمة كارولينيان ، ولا سيما ألكوين يورك.

## الخلفية
كما يشير بيير ريتشي، لا يعني تعبير «عصر النهضة الكارولنجية» أن أوروبا الغربية كانت بربرية أو ظلامية قبل الحقبة الكارولنجية. لم تشهد القرون التي أعقبت انهيار الإمبراطورية الرومانية في الغرب اختفاءًا مفاجئًا للمدارس القديمة، التي انبثقت منها أيقونات مارتيانوس كابيلا وكاسيودوروس وبويثيوس الأساسية في التراث الثقافي الروماني في العصور الوسطى، والتي بفضلها جرى الحفاظ على تخصصات الفنون الحرة. شهد القرن السابع «النهضة الإيزيدورية» في مملكة القوط الغربيين في هسبانيا التي ازدهرت فيها العلوم واندمج فيها الفكر المسيحي والفكر ما قبل المسيحي، في حين أفضى انتشار المدارس الرهبانية الآيرلندية (منسخ) في أوروبا إلى تمهيد الطريق لعصر النهضة الكارولنجية.
كان هناك العديد من العوامل التي لعبت دورًا في هذا التوسع الثقافي، أشدها وضوحًا هو أن توحيد شارلمان لمعظم أوروبا الغربية أفضى إلى السلام والاستقرار، مما مهد الطريق للازدهار. شهدت هذه الفترة انتعاشًا اقتصاديًا في أوروبا الغربية، في أعقاب انهيار الإمبراطورية الرومانية الغربية. تدهورت الاقتصادات المحلية في الغرب إلى زراعة الكفاف إلى حد كبير بحلول أوائل القرن السابع، إذ كانت المدن تقوم بدور أماكن لتبادل الهدايا للنخبة فقط. بحلول أواخر القرن السابع، ظهرت مستوطنات حضرية متطورة، يسكنها في الغالب حرفيون وتجار والملاحون وتفتخر بشبكات الشوارع والإنتاج الحرفي بالإضافة إلى التجارة الإقليمية والبعيدة المدى. كانت دورستاد من الأمثلة البارزة على هذا النوع من المراكز التجارية.
كان تطور الاقتصاد الكارولنجي مدفوعًا بالتنظيم الفعال واستغلال العمالة في الأراضي الكبيرة، مما أدى إلى إنتاج فائض من الحبوب والنبيذ والملح بشكل أساسي. بدورها، سهلت التجارة بهذه السلع بين الأقاليم التوسع في المدن. تظهر البيانات الأثرية استمرار هذا المنحى التصاعدي في أوائل القرن الثامن. جرى بلوغ ذروة الاقتصاد الكارولنجي المبكر منذ عام 775 حتى عام 830، بالتزامن مع أكبر الفوائض في تلك الفترة، وبناء الكنائس على نطاق واسع بالإضافة إلى الاكتظاظ السكاني وثلاث مجاعات أظهرت حدود النظام. بعد فترة من الاضطراب منذ عام 830 حتى عام 850، تسببت بها الحروب الأهلية وغارات الفايكنغ، استؤنفت التنمية الاقتصادية في خمسينيات القرن التاسع، مع اختفاء المراكز التجارية بالكامل واستبدالها بالمدن التجارية المحصنة. 
كانت تجارة الرقيق واحدة من الأسباب الرئيسية للنمو الاقتصادي المفاجئ. ففي أعقاب صعود الإمبراطوريات العربية، خلقت النخب العربية طلبًا كبيرًا على العبيد مع قيمة خاصة للعبيد الأوروبيين على وجه التحديد. نتيجة لحروب الغزو التي شنها شارلمان في أوروبا الشرقية وصل الإمداد المستمر بالأسرى السلاف والآفار والساكسون والدانماركيين إلى التجار اليهود في أغلب الأحيان في أوروبا الغربية، الذين صدّروا العبيد بعد ذلك عبر إمبيوريز وجيرونا وممرات جبال البرانس إلى إسبانيا المسلمة وأجزاء أخرى من العالم العربي. كان سوق العبيد مربحًا للغاية لدرجة أنه حول على الفور تقريبًا التجارة البعيدة المدى للاقتصادات الأوروبية. مكنت تجارة الرقيق الغرب من التعامل مجددًا مع الإمبراطوريات الإسلامية والشرقية الرومانية من أجل أن يكون ممكنًا للصناعات الأخرى، مثل المنسوجات، النمو في أوروبا أيضًا.

## الاستيراد
كان كينيث كلارك يرى أن الحضارة الغربية نجت بجلدها عن طريق عصر النهضة الكارولنجية. وعلى الرغم من ذلك، يبقى استخدام مصطلح النهضة لوصف هذه الفترة محل خلاف، ولا سيما من قبل لين ثورندايك، نظرًا إلى أن غالبية التغييرات التي أحدثتها هذه الفترة كانت مقتصرة بالكامل تقريبًا على رجال الدين، ونظرًا إلى افتقار تلك الفترة إلى الحركات الاجتماعية الواسعة النطاق التي شهدتها النهضة الإيطالية اللاحقة. بدلًا من أن تكون تلك الفترة فترة ولادة جديدة للحركات الثقافية الجديدة، كانت بمثابة محاولة لإعادة خلق الثقافة السابقة للإمبراطورية الرومانية.

## الفن الكارولنجي
يمتد الفن الكارولنجي إلى فترة مائة عام تقريبًا من حوالي 800-900. على الرغم من كونها فترة وجيزة ، لكنها كانت فترة مؤثرة. احتضنت شمال أوروبا أشكال الفن الروماني المتوسطي الكلاسيكي لأول مرة ، مهدًا الطريق لصعود الفن الروماني والفن القوطي في النهاية. كانت المخطوطات المزخرفة والأشغال المعدنية والنحت على نطاق صغير والفسيفساء واللوحات الجدارية باقية من هذه الفترة.

## معرض الصور

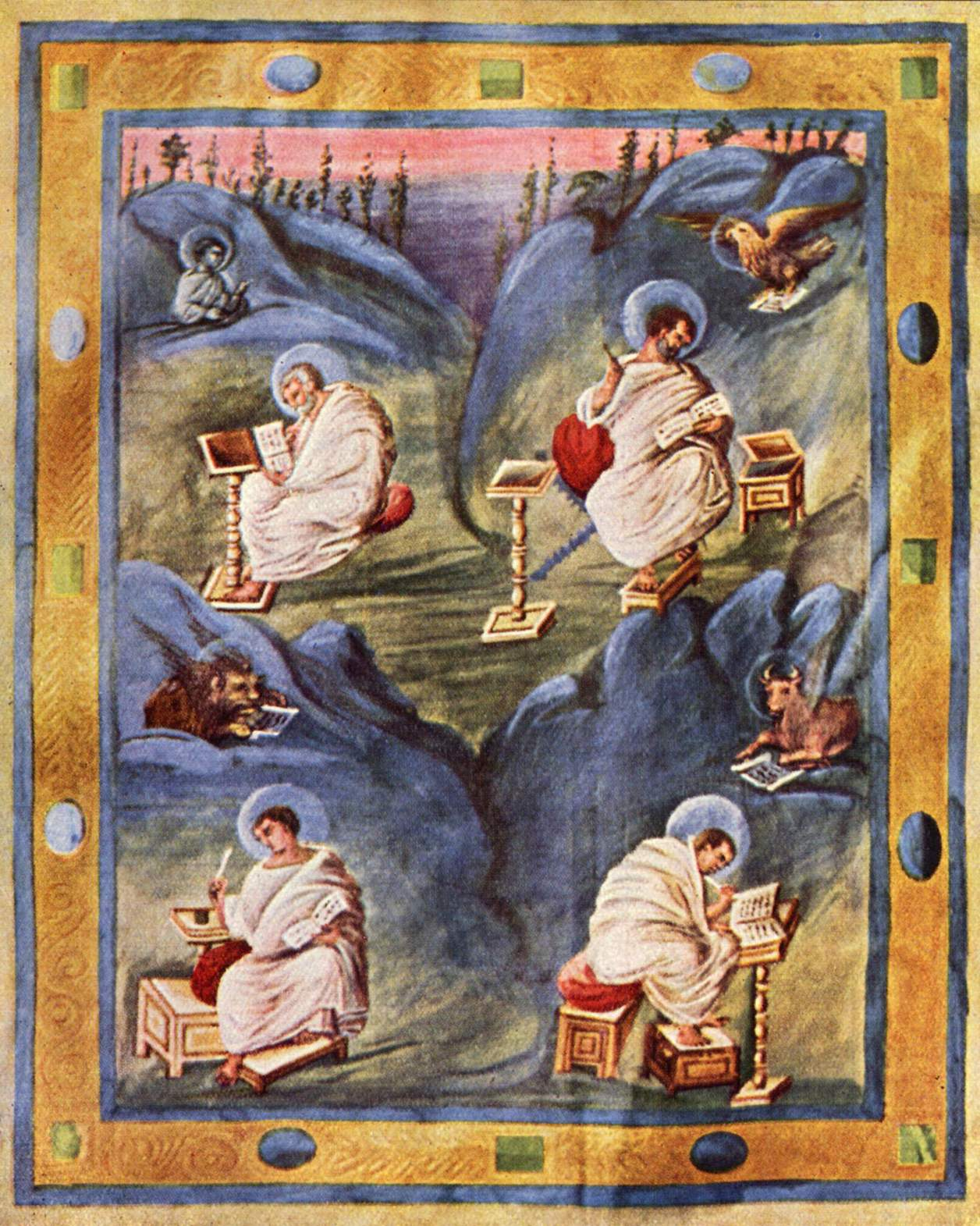
آخن الإنجيل (حوالي 820) ، مثال على الإضاءة الكارولنجية
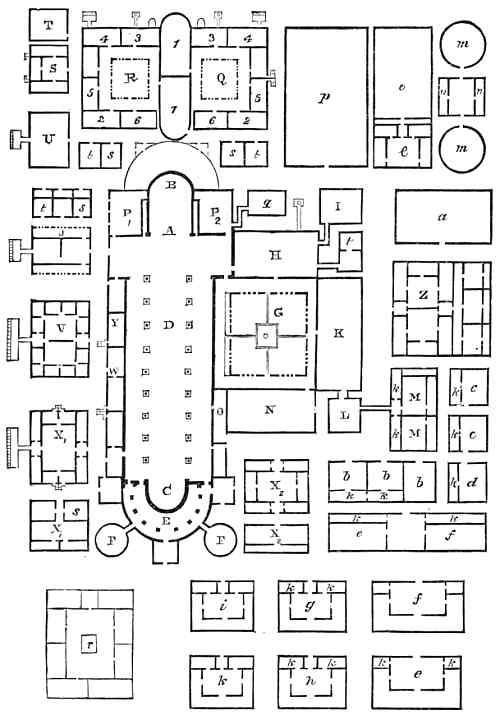
نسخة من خطة سانت غال

## وصلات خارجية
- The Carolingian Renaissance ، BBC Radio 4 Discussion with Matthew Innes، Julia Smith & Mary Garrison ( In Our Time ، Mar، 30، 2006)